# Ceylalictus sylvestris
Ceylalictus sylvestris är en biart som beskrevs av Pesenko och Gregory B. Pauly 2001. Ceylalictus sylvestris ingår i släktet Ceylalictus och familjen vägbin. Inga underarter finns listade i Catalogue of Life.